# Бенямин Нетаняху
Бенямин Нетаняху (на иврит: בנימין נתניהו) е израелски политик и 9-и министър-председател на Израел от април 1996 до май 1999 и от 2009 за втори път до 2021 г.. Член е на консервативната партия Ликуд, Министър на външните работи, Министър на публичната дипломация и по въпросите на диаспората. Нетаняху е първият израелски премиер, който е роден в Израел след създаването на държавата.
Нетаняху се присъединява към израелските отбранителни сили по време на Шестдневната война през 1967 г. и става ръководител на екип в специалното звено „Сайерет Маткал“. Взима участие в редица мисии, включително операция „Подарък“ (1968) и операция „Изотоп“ (1972 г.), когато е прострелян в рамото. Нетаняху е на предните линии във войната от Йом Кипур през 1973 г., участва в специални отряди за нападения в Суецкия канал, а след това ръководи командоси дълбоко в Сирийската територия. Постига чин капитан, преди да бъде освободен. Нетаняху е член на партия Ликуд, служи като посланик на Израел в ООН през периода 1984 – 1988 и е министър-председател от юни 1996 г. до юли 1999 година. Слиза от политическата сцена и се насочва към частния сектор, след като понася загуба в изборите от 1999 г. за министър-председател от Ехуд Барак.
През 2005 г. Бенямин Нетаняху е избран на 18 място в анкетната листа за най-голям израелец на всички времена от анкета, проведена от израелския новинарски уебсайт „Инет“. През 2012 г. той е на първо място в списъка на „най-влиятелните евреи в света“ от „Джерусалем Пост“. През 2012 г. Нетаняху е бил регистриран на 23-то място в списъка на списание „Форбс“ за „най-влиятелни хора в света“.
През ноември 2024 г. Международният наказателен съд издава заповед за арест на Нетаняху заедно с Йоав Галант и Мохамед Деиф.

## Биография
Роден е в семейството на Цила и Бен-Цион Нетаняху. Неговият баща Бен-Цион е професор по еврейска история. По-големият му брат Йонатан загива през 1976 г. при Операция „Ентебе“. По-малкият му брат Иддо е специалист по радиология и писател.
Бенямин Нетаняху, известен с прякора си Биби, е три пъти женен, като от настоящата си съпруга Сара има 2 деца. Макар и роден в Израел, израства в щата Пенсилвания (САЩ). През 1967 г. се завръща в Израел където отбива военната си служба в елитната част „Сайерет маткал“ на израелската армия. Завършва бакалавърска степен по архитектура в Масачузетския институт по технологии, магистърска степен в MIT Sloan School of Management и политически науки в Харвард. През 1982 г. Нетаняху постъпва на дипломатическа работа, две години по-късно става посланик в ООН. На този пост успява да подобри значително имиджа на своята страна в Америка.
През 1988 г. е избран в Кнесета от листата на Ликуд, заема поста на заместник външен министър и играе важна роля на Мадридската конференция.
Бенямин Нетаняху е избран за министър-председател през 1996 г. след поредица от самоубийствени атентати, извършени от палестински терористи. Шимон Перес, който по това време води в социологическите проучвания, не съумява да се справи с нарастващия палестински тероризъм. За разлика от него Нетаняху залага не на добрата воля на Ясер Арафат да се справи с тероризма, а обвързва развитието на мирния процес с борбата на Палестинската автономия с тероризма.
Безкомпромисната му политика към палестинците води до намаляване на проявите на палестинския тероризъм. Решението му обаче да подкрепи изграждането на нов тунел, водещ към Стената на плача, води до ескалация на напрежението между палестинците и израелските власти, в резултат на което следват тридневни безредици и множество убити и от двете страни.
Макар и постигнал нелоши резултати в борбата с тероризма, Нетаняху се превръща в прицел на левите кръгове в израелското общество. Популярността му спада и от поредица скандали около съпругата му и съмнения за корупция. През 1999 г. загубва изборите от Ехуд Барак.
През 2002 г., след падането на Партията на труда от власт, Нетаняху става вътрешен министър в правителството на Ариел Шарон. По същото време се опитва да съперничи на същия за председателския пост в Ликуд. През 2003 г. оглавява финансовото министерство в новото правителство на Шарон. Като финансов министър се опитва чрез дръзки планове да облекчи положението на израелската икономика, чието състояние се влошава след избухването на Втората Интифада.
В рамките на партията Ликуд Монтгомъри (окръг, Пенсилвания) се оформя като съперник на Ариел Шарон и като отявлен хардлайнер. Обявява се категорично против независима палестинска държава. С оттеглянето на Шарон от Ликуд Нетаняху се очертава като безспорен лидер в партията си. Често е обвиняван за крайните си възгледи Нетаняху се стреми да изгради имидж на политик, вярващ в мир построен въз основата на сигурността, а не обратното.
На 7 август 2005 г. напуска правителството на Ариел Шарон в знак на протест срещу едностранното извеждане на израелските заселници от Ивицата Газа.
Между 1956 г. и 1958 г., и отново през 1963 – 1967, семейството му живее в Съединените щати, в Челтенхам Тоуншип, Пенсилвания, предградие на Филаделфия. Нетаняху завършва гимназията Челтенхам като е активен в клуб за дебати. До днес той говори американски-английски с акцент, присъщ на хора от Филаделфия.

## Ранна политическа кариера (1988 – 1996)
Преди израелските законодателни избори през 1988, Нетаняху се връща в Израел и се присъединява към партия Ликуд. Във вътрешните централни избори на Ликуд, Нетаняху става на пето място в списъка. По-късно е избран за член на 12-ия Кнесет, и е назначен като заместник-външен министър на Моше Аренс, а по-късно и на Давид Леви. Нетаняху и Леви не си съдействат и съперничеството между двамата се засилва след това. По време на конференция в Мадрид от 1991 г. Нетаняху е сред членовете на израелската делегация, водена от министър-председателя Ицхак Шамир. След Мадридската конференция, Нетаняху е назначен за заместник-министър в кабинета на израелския министър-председател.
След поражението на партия Ликуд през израелските парламентарни избори през 1992, партия Ликуд провежда първични избори през 1993 г., за да избере своя лидер. Нетаняху побеждава на тях, надвивайки Бени Бегин, който е син на покойния министър-председател Менахем Бегин, и ветерана политик Дайвид Леви (Шарон първоначално иска да ръководи партията, но бързо се оттегля, когато става ясно, че той има минимална подкрепа). Шамир се оттегля от политиката скоро след поражението, което Ликуд поема на изборите през 1992.
След убийството на Ицхак Рабин, временният му наследник Шимон Перес решава да свика предсрочни избори, за да даде на правителството мандат, който да даде напредък в мирния процес. Нетаняху е бил кандидат на Ликуд за министър-председател в израелските законодателни избори през 1996, които се провеждат на 26 май 1996 г. и са първите израелски избори, в които израелците избират премиера си директно. Нетаняху наел американската, републиканска, политическа оператива Артър Финкелщайн да провежда кампанията му, и въпреки че американския стил на озвучени и остри атаки предизвиква остра критика от вътрешността на Израел, в крайна сметка се оказва ефективна. (Методът е по-късно копиран и от Ехуд Барак по време на предизборната кампания 1999, в която той побеждава Нетаняху.) Нетаняху печели изборите, като става най-младият човек в историята на Израел на това място и първия израелски министър-председател роден в държавата Израел. (Ицхак Рабин е роден в Йерусалим, който е бил под британски мандат в Палестина, преди основаването 1948 на израелската държава.)
Победата на Нетаняху над Шимон Перес изненадва мнозина. Основният катализатор за падането на последния е вълна от самоубийствени атентати малко преди изборите, на 3 и 4 март 1996 г. Палестинците извършват два самоубийствени атентата, при което загиват 32 израелци, при което Перес изглежда, вероятно, неспособен да спре атаките. За разлика от Перес, Нетаняху не вярва на Ясер Арафат и подусловя какъвто и да е напредък в мирния процес на Палестинската национална власт, която трябва да изпълнява задълженията си, а именно-борбата с тероризма. Затова, той излиза на изборите с мотото на кампанията си – „Нетаняху – за създаване на здрав мир“. Все пак, въпреки че Нетаняху печели изборите за министър-председател, „Трудовата Партия“ печели изборите за Кнесета, побеждавайки обединението на Ликуд-Гешер-Цомет, което означавало, че Нетаняху трябва да разчита на коалиция с крайно ортодоксални страни, като „Шас“ и „УТЖ“ (чиито социални политики твърдо противоречят на капиталистическите му намерения), за да управлява.

## Първи мандат като министър-председател (1996 – 1999)
Поредица от самоубийствени атентати засилва позицията на Ликуд за сигурност. Хамас поема отговорност за повечето от бомбените атентати. Като министър-председател Нетаняху повдига много въпроси за централните предпоставки на мирния процес от Осло. Една от основните му точки е несъгласие, че преговорите трябва да се извършват на етапи. Това означава, че концесии трябва да се направят спрямо палестинците, преди всяко едно решение да е взето по основните въпроси, като статута на Ерусалим, и изменението на Палестинската Национална Харта. Поддръжниците на Осло заявяват, че многоетапен подход ще изгради репутация сред палестинците и ще ги задвижва да търсят помирение, когато тези същи основни въпроси са повдигнати в по-късните етапи. Нетаняху заявява, че тези отстъпки само стимулират екстремистките елементи, без да получават никакви материални жестове в замяна. Той призовава за конкретни жестове на Палестинската добронамереност в замяна на израелски отстъпки. Въпреки посочените си различия с Осло, министър-председателя Нетаняху продължава изпълнението на споразумението, но неговото министър-председателство като цяло отбелязва значително забавяне на мирния процес.
През 1996 г. Нетаняху и Ерусалимския кмет, Ехуд Олмерт, решават да открият изход в арабския квартал на Западната стена за тунела, който преди това премиера Шимон Перес бе инструктирал да бъде оставен на изчакване, в името на мира. Това предизвика три дни на бунтове от страна на палестинците, в резултат на което както израелци, така и палестинци били убити. През януари 1997 г. Нетаняху подписва протокола Хеврон с Палестинската власт, което води до пренасочване на израелските сили в Хеврон и завъртане на гражданската власт в голяма част от областта на Палестинската автономна част.
В крайна сметка, липсата на напредък в мирния процес, довежда до нови преговори, които предизвикват Меморандума Уай Ривър през 1998 г., който определя подробно стъпките, които трябва да бъдат предприети, от израелското правителство и палестинската власт, за да се приложи Временното споразумение от 1995 година, постигнато по-рано. Този меморандум е подписан от Нетаняху и председателя на ПЛО, Ясер Арафат, и на 17 ноември 1998 г.,120 членния парламент на Израел, Кнесета, одобрява Меморандума Уай Ривър, чрез гласуване, и резултат от 75 – 19. Както министър-председателя, Нетаняху подчертава, политиката е на „три не“-та:не изтеглянето от Голанските възвишения, не на обсъждането на случая с Ерусалим, не на преговори без предварителни условия.
На Нетаняху се противопоставя политическото ляво крило в Израел като също губи подкрепа от дясно заради отстъпките направени на палестинците в Хеброн и на други места, и поради неговите преговори с Арафат като цяло. Нетаняху загубва по това време благоразположението на израелското общество след дълга верига от скандали, включващи неговия брак и обвинения в корупция. През 1997 г. полицията подлага Нетаняху на разследване по обвинения в корупция за упражняване на влияние заради позицията си. Той е обвиняван за назначаване на генерален адвокат, който трябвало да намали обвиненията и прокурорите постановяват, че няма достатъчно доказателства, за да отиде на съд. През 1999 г. Нетаняху е изправен пред поредния скандал, когато полицията в Израел препоръчва той да бъде съден за корупция, за $ 100 000 в безплатни услуги от правителствен контрактор; Израелския главен прокурор не го преследва, позовавайки се на проблеми с доказателства. След като е победен от Ехуд Барак в изборите от 1999 г. за министър-председател, Нетаняху временно се оттегля от политиката. Впоследствие, той служи като старши консултант с израелския разработчик за комуникационно оборудване BATM, в продължение на две години.

## Политическа криза и възстановяване (2000 – 2003)
С падането на правителството на Барак в края на 2000, Нетаняху възвръща желанието си да се върне в политиката. По закон, оставката на Барак е трябвало да доведе до избори за министър-председател само. Нетаняху настоява, че общите избори трябва да се проведат, като твърди, че в противен случай би било невъзможно да има стабилно правителство. Нетаняху решава в крайна сметка да не се кандидатира за министър-председателския пост, ход, който улеснява, изненадващо, идването на власт на Ариел Шарон, който по това време се счита по-малко популярен от Нетаняху. През 2002 г. след като Израелската Работническа Партия напуска коалицията и остава позицията на министър на външните работи свободна, министър-председателя Ариел Шарон назначава Нетаняху за министър на външните работи. Нетаняху оспорва Шарон за ръководството на партията Ликуд, но не успява да измести Шарон.
На 9 септември 2002 г. реч на Нетаняху в Университета Конкордиа в Монреал, Квебек, Канада е отменена, след като стотици пропалестински протестиращи претоварили сигурността и разбили стъклен прозорец. Нетаняху не е присъствал на протеста, а е останал в хотела Риц Карлтон, Монреал през цялото време. Той по-късно обвинява активистите в подкрепа на тероризма и „луд фанатизъм“. Седмици по-късно, на 1 октомври 2002, около 200 протестиращи отново се пробват да се сблъскат с Нетаняху след неговото появяване на Хайнц Хоул в Питсбърг, въпреки че полицията на Питцбърг, Израелската Сигурност, и Питсбъргките Специални части, допускат речите му да продължат в центъра на залата, Клуб Дукуесне, и крайградския Университет Робърт Морис.

## Финансов Министър: 2003 – 2005
След израелските законодателни избори през 2003 г. Шарон предлага Министерството на Външните Работи на Силван Шалом, а на Нетаняху Министерството на Финансите. Това се счита от много наблюдатели за изненадващ ход. Някои анализатори спекулират, че Шарон прави този ход, защото смята, че Нетаняху е политическа заплаха, след като демонстрирал ефективност като министър на външните работи, и че чрез поставянето му в Министерството на Финансите по време на икономическа несигурност, може да намали популярността на Нетаняху. Нетаняху приема новото назначение, след като Шарон се съгласява да му предостави безпрецедентно ниво на независимост в управлението на министерството.
Като министър на финансите Нетаняху предприема икономически план за възстановяване на икономиката на Израел от ниската си точка по време на интифадата Ал Акса. Планът се цели към по-либерализираните пазари, въпреки че не е без своите критици. Нетаняху успява да приеме няколко дълго нерешени реформи, включително важната реформа в банковата система. Въпреки това, противниците му в Лейбъристката партия (и дори някои в собствената му Ликуд) разглеждат политиката на Нетаняху като „тачъристки“ атаки срещу почитаната израелска мрежа на социална сигурност.
Нетаняху заплашва, че ще подаде оставка от поста си през 2004 г., освен ако плана за изтеглянето от Газа не бъде подложен на референдум. Той по-късно променя ултиматума и гласува за програмата в Кнесета, което показва, че непосредствено след това, че той ще подаде оставка, ако не се проведе референдум в рамките на 14 дни. Той подава оставката си в писмо от 7 август 2005 г., малко преди израелския кабинет да гласува 17 на 5 за одобряване на началната фаза на изтеглянето от Газа.

## Лидер на Ликуд и опозиционен лидер (2005 – 2009)
След оттеглянето на Шарон от Ликуд, Нетаняху е един от няколкото кандидати, които се борят за лидерството на Ликуд. Последният му опит, преди това, е през септември 2005 г., когато се опитва да проведе предсрочни първични избори за поста на ръководител на партията Ликуд, докато партията заема поста министър-председател – и по този начин ефективно избутва Ариел Шарон от кабинета. Партията отхвърля тази инициатива. Нетаняху си връща лидерството на 20 декември 2005 г., с 47% на първичния вот, срещу 32% за Силван Шалом и 15% за Моше Феиглин. През март 2006 на изборите за Кнесет Ликуд заема трето място зад партията Кадима и партията на Труда, и Нетаняху служи като лидер на опозицията. На 14 август 2007 г. Нетаняху е преизбран за председател на Ликуд и избира своя кандидат за поста на министър-председател със 73% от гласовете, срещу крайно десния кандидат Моше Феиглин и Световния председател на Ликуд Дани Данон. Той се противопоставя през 2008 на прекратяването на огъня между Израел-Хамас, като другите от опозицията в Кнесета. Конкретно Нетаняху казва: „Това не е почивка, това е едно израелско съгласие за превъоръжаване на Хамас... Какво получаваме срещу това?“
След избирането на Ливни за глава на Кадима и оставката на Олмерт от поста на министър-председател Нетаняху отказва да се присъедини към коалиция, която Ливни се опитва да формира и поддържа нови избори, които са проведени през февруари 2009 година. Нетаняху е кандидат на Ликуд за министър-председател през израелските законодателни избори, които се състоят на 10 февруари 2009 г., като Ципи Ливни, предишният действащ премиер при правителството на Олмерт, е била в състояние да формира жизнеспособна управляваща коалиция. Проучванията на общественото мнение показват Ликуд да води в резултата, но с около една трета от израелските гласоподаватели в състояние на нерешимост.
На изборите Ликуд печели втория най-голям брой места, като само партията на Ливни има повече от Ликуд, и то с едно място повече. Едно от възможните обяснения за относително слабото представяне на Ликуд е, че някои от техните поддръжници са избягали на страната на Авигдор Либерман, чиято партия се казва „Израел Бейтену“. Нетаняху обаче обявява победа на основание, че десните партии са спечелели мнозинството от гласове, а на 20 февруари 2009 г., Нетаняху е бил определен от израелския президент Шимон Перес да наследи Ехуд Олмерт като министър-председател, и тогава започва да се преговоря за сформиране на коалиционно правителство.
Въпреки че десните партии печелят с мнозинство от 65 места в Кнесета, Нетаняху предпочита по-широка, центристка коалиция и се обръща към своите съперници – Кадима, партията председателствана от Ципи Ливни, да се присъединят към неговото правителство. Този път е ред на Ливни да се откаже да се присъедини, като повод за това са различни мнения относно това как да продължат мирния процес, което всъщност е спънката. Нетаняху успява да примами по-малък конкурент, Партията на Труда, с председател Ехуд Барак, да се присъедини към правителството му и да му даде определена тежест на центристкия тон. Нетаняху представя кабинета си за Кнесета – „вот на доверие“ на 31 март 2009. 32-рото правителство го одобрява в този ден с мнозинство от 69 депутати срещу 45 (с пет въздържали се) и членовете полагат клетва.

## Втори мандат като министър-председател (2009 – 2013)
През 2009 г. Държавният секретар на САЩ Хилъри Родхъм Клинтън изрази подкрепа за създаването на палестинска държава – решение, което не е прието от министър-председателя Бенямин Нетаняху, с когото тя по-рано обещава на САЩ сътрудничество. При пристигането на специалния пратеник на президента Обама, Джордж Мичъл, Нетаняху казва, че всяка подкрепа за преговорите с палестинците ще бъде под условието, че палестинците признаят Израел като еврейска държава. Американският президент Барак Обама тогава казва на Нетаняху, че решение за създаването на две държави е приоритет и призовава за замразяване на застрояването на селища. Нетаняху отказва да подкрепи създаването на палестинска държава и подкрепя Израел да продължи строителството на селища.

## Автор на
- Terrorism: How the West Can Win. Avon. 1987
- A Durable Peace: Israel and Its Place Among the Nations. Grand Central Publishing.